# Snow Therapy
Pour plus de détails, voir Fiche technique et Distribution.
Snow Therapy (Turist), également connu sous le titre Force majeure, est une comédie noire franco-suédoise écrit et réalisé par Ruben Östlund, sorti en 2014.
Le film est sélectionné au festival de Cannes 2014 dans la section Un certain regard, où il remporte le prix du jury. Il est également sélectionné pour représenter la Suède à l'Oscar du meilleur film en langue étrangère aux Oscars du cinéma 2015.

## Synopsis
Alpes françaises. Un photographe touristique prend en photo une famille suédoise à skis. La famille (père, mère, fille, fils) rejoint son hôtel. La mère parle avec une autre vacancière, mère de famille venue prendre du repos sans sa fille ni son mari. Ebba (Lisa Loven Kongsli), la mère, va chercher les photos. Le lendemain, une avalanche tombe sur la terrasse du restaurant où déjeune la famille. Ebba protège ses enfants, Vera (Clara Wettergren) et Harry (Vincent Wettergren (sv)). Le père, Tomas (Johannes Bah Kuhnke), s'enfuit en prenant ses gants et son smartphone. Il lui faudra tout le film pour reconnaître qu'il a abandonné sa famille et pour aider à reconstruire son couple.

## Fiche technique
- Titre français : Snow Therapy
- Titre original : Turist
- Titre international : Force majeure
- Réalisation : Ruben Östlund
- Scénario : Ruben Östlund
- Direction artistique : Josefin Åsberg
- Décors : Josefin Åsberg
- Costumes : Pia Aleborg
- Photographie : Fredrik Wenzel
- Son : Gisle Tveito
- Montage : Jacob Secher Schulsinger
- Musique : Ola Fløttum
- Production : Philippe Bober, Erik Hemmendorff et Marie Kjellson
- Société(s) de production : Coproduction Office, Motlys, Plattform Produktion et Société parisienne de Production
- Société(s) de distribution : : TriArt Film (Suède), BAC Films (France)
- Budget :
- Pays d’origine :  Suède,  France
- Langue : suédois, norvégien
- Format : couleur - 35mm - 2.35:1 - Son Dolby numérique
- Genre : comédie noire
- Durée : 118 minutes
- Dates de sortie :
  - France : 18 mai 2014 (festival de Cannes 2014) ; 28 janvier 2015 (sortie nationale)
  - Suède : 15 août 2014

## Distribution
- Lisa Loven Kongsli : Ebba
- Johannes Bah Kuhnke : Tomas
- Clara Wettergren : Vera
- Vincent Wettergren (sv) : Harry
- Kristofer Hivju : Mats
- Fanni Metelius : Fanni
- Brady Corbet : Brady

## Production
Le film a été tourné entre janvier et avril 2013 sur le domaine skiable savoyard de Paradiski — Les Arcs, La Plagne, Peisey-Vallandry. Les habitants des communes ou les vacanciers de stations ont joué les différents rôles.

## Récompenses et distinctions

### Récompenses
- Festival de Cannes 2014 : Prix du jury (sélection « Un certain regard »)

- Chicago Film Critics Association Awards 2014 : meilleur film en langue étrangère
- Dallas-Fort Worth Film Critics Association Awards 2014 : meilleur film en langue étrangère
- National Board of Review Awards 2014 : top 2014 des meilleurs films étrangers
- San Diego Film Critics Society Awards 2014 : meilleur film en langue étrangère
- St. Louis Film Critics Association Awards 2014 : meilleur film en langue étrangère
- Toronto Film Critics Association Awards 2014 : meilleur film en langue étrangère
- Washington D.C. Area Film Critics Association Awards 2014 : meilleur film en langue étrangère

- Critics' Choice Movie Awards 2015 : meilleur film en langue étrangère
- Vancouver Film Critics Circle Awards 2015 : meilleur film en langue étrangère

### Nominations et sélections
- Festival international du film de Toronto 2014 : sélection « Special Presentations »

- British Independent Film Awards 2015 : meilleur film indépendant international
- Film Independent's Spirit Awards 2015 : meilleur film international
- Golden Globes 2015 : meilleur film en langue étrangère
- Satellite Awards 2015 : meilleur film en langue étrangère

## Remake
Le film a fait l'objet d'un remake sorti en 2020, Downhill, réalisé par Nat Faxon et Jim Rash.